# Ренцо Мальї
Ренцо Мальї (італ. Renzo Magli, 12 вересня 1908, Болонья — 15 липня 1981, Флоренція) — італійський футболіст, що грав на позиції захисника, зокрема за «Фіорентину». По завершенні ігрової кар'єри — тренер.

## Ігрова кар'єра
Починав грати у футбол за команду «Молінелла». 
1929 року перейшов до «Фіорентини», за яку відіграв наступні десять сезонів, взявши участь у 202 іграх національної першості Італії.

## Кар'єра тренера
Розпочав тренерську кар'єру невдовзі по завершенні кар'єри гравця, 1940 року, очоливши тренерський штаб команди «Молінелла».
У повоєнні роки зосередився на тренерській роботі. 1946 року став головним тренером «Фіорентини», яку тренував протягом одного сезону.
Протягом 1949–1950 років очолював тренерський штаб «Емполі», а з наступного року повернувся до «Фіорентини». Цього разу тренував «фіалок» протягом двох сезонів, після чого ще два роки пропрацював на чолі «Модени».
У 1955–1958 роках був головним тренером «Дженоа», згодом двічі очолював «Таранто» та повертався до роботи з «Моденою».
Помер 15 липня 1981 року на 73-му році життя у Флоренції.